# Branimir Hrgota
Branimir Hrgota (Zenica, Bosnia y Herzegovina, 12 de enero de 1993) es un futbolista sueco de ascendencia croata que juega como delantero en el SpVgg Greuther Fürth de la 2. Bundesliga y para la selección de fútbol de Suecia.

## Carrera

### Jönköpings Södra
En 2008 fue transferido al Jönköpings Södra. Hizo su debut con el primer equipo en 2011 y se convirtió en el máximo goleador de la liga esa temporada, anotando 18 goles en 25 partidos. Varios clubes estaban interesados en la compra de él después de su exitoso año de debut, pero decidió quedarse con Jönköpings Södra. Él anotó 10 goles en 14 partidos la temporada siguiente antes de trasladarse a Alemania en el verano.

### Borussia Mönchengladbach
El 4 de julio de 2012 fichó por el club alemán Borussia Mönchengladbach. Hizo su debut en la 1. Bundesliga contra el Hoffenheim, entrando por Mike Hanke en el minuto 74. El 11 de mayo de 2013, él jugó como titular por primera vez ante el Maguncia 05, anotando un hat-trick.

## Selección nacional
Hrgota ha representado a Suecia, pero el entrenador de Croacia sub-21 Ivo Šušak intentó llevarlo a su equipo, pero Hrgota no aceptó. En el verano de 2014, antes del partido de Suecia contra Austria en la clasificación para la Eurocopa 2016, Hrgota fue llamado a la selección sueca.

## Clubes
| Club                     | País     | Año       |
| ------------------------ | -------- | --------- |
| Jönköpings Södra         | Suecia   | 2011-2012 |
| Borussia Mönchengladbach | Alemania | 2012-2016 |
| Eintracht Fráncfort      | Alemania | 2016-2019 |
| SpVgg Greuther Fürth     | Alemania | 2019-     |

## Palmarés

### Títulos nacionales
| Título           | Club                | País     | Año  |
| ---------------- | ------------------- | -------- | ---- |
| Copa de Alemania | Eintracht Fráncfort | Alemania | 2018 |

### Títulos internacionales
| Título          | Club (*)      | País            | Año  |
| --------------- | ------------- | --------------- | ---- |
| Eurocopa sub-21 | Suecia sub-21 | República Checa | 2015 |

(*) Incluyendo la selección.